# Lastenia Canayo (Pecon Quena)
Lastenia Canayo García / Pecon Quena (Comunidad de Roroboya, Bajo Ucayali, 1962) es una artista shipibo-konibo. Su nombre nativo es Pecon Quena, que en shipibo-konibo significa «la que llama a los colores». A través de sus dibujos, pinturas, cerámicas y bordados, Lastenia representa a los ibo, espíritus de las plantas y animales (también conocidos como «dueños»). Ha participado en diversas exposiciones y ferias nacionales e internacionales en Brasil, Colombia y Estados Unidos. En 2014, Lastenia Canayo fue reconocida como Personalidad Meritoria de la Cultura, por su importante contribución a la cultura peruana (R.M. 094-2014-MC).

## Aprendizaje
Lastenia Canayo aprende desde muy pequeña a elaborar cerámica (chomos, mocahuas, callanas...) con las enseñanzas de su madre, Maetsa Rahua, «La que ve un sonido», y de su abuela, en la comunidad de Roroboya. A los ocho años, bajo la protección de su abuelo materno, el curaca Arístedes García, se dedica al pastoreo en las chacras de un colono. Mientras trabajaba, estudió la primaria y luego la secundaria en Yarinacocha.
Sobre su trayectoria artística, Canayo ha señalado que empezó haciendo dibujos sobre cerámica, luego exploró el uso de tintes naturales, y finalmente se ha animado a trabajar con pintura acrílica. Considera que ha adquirido un conocimiento profundo sobre su técnica y continúa con el deseo de aprender de otros artistas.

## Trayectoria

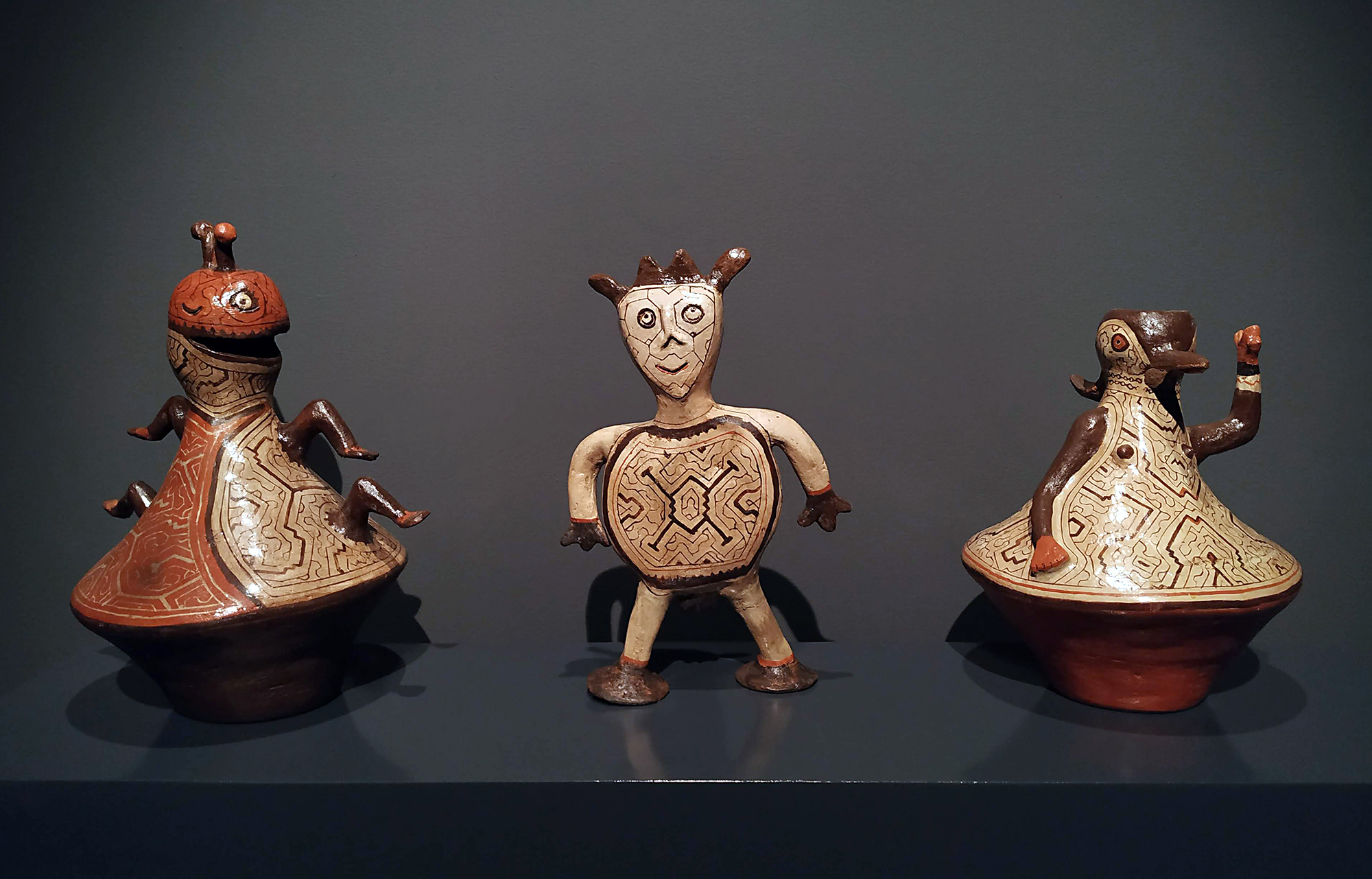
Esculturas de Lastenia Canayo hechas en greda y apacharama: Duende del huayruro, Duende de la facha papa colorada y Mujer pájaro picaflor

Durante el año 2000, Lastenia Canayo / Pecon Quena y otras madres de las comunidades nativas amazónicas peruanas como Anita Angúlo Rodríguez, Zoila Franchini Silvano, Diana Rodríguez Pacayo (shipibas) y Edith Casanto Ríos (asháninka), son convocadas por el historiador peruano Pablo Macera para compartir y pintar los relatos que ellas les contaban a sus hijas. En esta experiencia del proyecto Madres/niñas (UNESCO), llevada a cabo en el Seminario de Historia Rural Andina  de la Universidad Nacional Mayor de San Marcos), Lastenia comparte «más de quinientos relatos sobre los espíritus de apariencia antropomorfa encargados de proteger los animales, las plantas y hasta las rocas del mundo shipibo-konibo. Estos ibo (dueños) o yoshin (diablos) regulan el uso de las plantas medicinales, el consumo de los mitayos y el acercamiento entre los hombres y las fuerzas desconocidas de la naturaleza».
Producto de este proyecto, en el 2004 se publican los relatos e ilustraciones de Lastenia: «Ibo-Yoshin de la tradición oral shipiba recordados por Lastenia Canayo que durante los últimos siete años ha conseguido pintar y bordar más de trecientos "Dueños" con sus respectivas narraciones». La singularidad del libro está en que no solo se lee un relato, sino que se ve una pintura del dueño; es decir, la escritura va acompañada por la pintura cuyo centro son los dueños de las plantas (eventualmente, animales, cosas, etc.).
Los ibo (dueños) se convierten en los protagonistas de la obra de esta pintora, ceramista y bordadora shipibo-konibo. Y es a través de su obra que también podemos acercarnos al kené, diseño de la cosmovisión shipibo-konibo, que practican y transmiten las mujeres.

La artista radica en Coronel Portillo, Ucayali, Perú. Expone sus obras en reconocidas galerías de arte y participa en la exposición venta de arte popular tradicional Ruraq maki. Hecho a mano, organizada por el Ministerio de Cultura del Perú en la ciudad de Lima.
Es importante mantener el conocimiento de la naturaleza en la Amazonía, mejorar y promover las habilidades de la gente. (...) Yo quiero que las mujeres artesanas de la Amazonía podamos progresar con nuestro trabajo. También los hombres artesanos, no quedarnos ahí, hay que salirnos. Es tiempo ya para levantarnos nosotros también. Es importante conocer la naturaleza para desarrollar la imaginación y que con ella puedan trabajar

Lastenia Canayo

## Exposiciones
- 2004: del 11 de junio al 23 de julio. Dueños del mundo shipibo-conibo: Lastenia Canayo. En Sala de exposiciones del Colegio Real. Seminario de Historia Rural Andina. UNMSM, Lima.
- 2024: Del 11 de julio al 25 de agosto. Estéticas amazónicas: Artistas indígenas urbanos y la defensa del buen vivir. En Galería de Artes Visuales del Centro Cultural Ccori Wasi de la Universidad Ricardo Palma, en Lima.

## Publicaciones
- Canayo, Lastenia. (2004). Los dueños del mundo shipibo. Publicación realizada junto a Pablo Macera, como coordinador. Editado por el Fondo Editorial Universidad Nacional Mayor de San Marcos, en Lima.

- Canayo, Lastenia. (2009). Pirokan Moatian Jawekibo Ini Yoia Sika. Xoxo bana ibobo /Cuentos Pintados del Perú. Dueños de las plantas. Lima: Comité de Damas del Congreso de la      República del Perú.

- Macera, Pablo. (2002). Cuentos pintados del Perú. Lima: Fundación Inca Kola.